# Biserica de lemn din Stăncești, Gorj

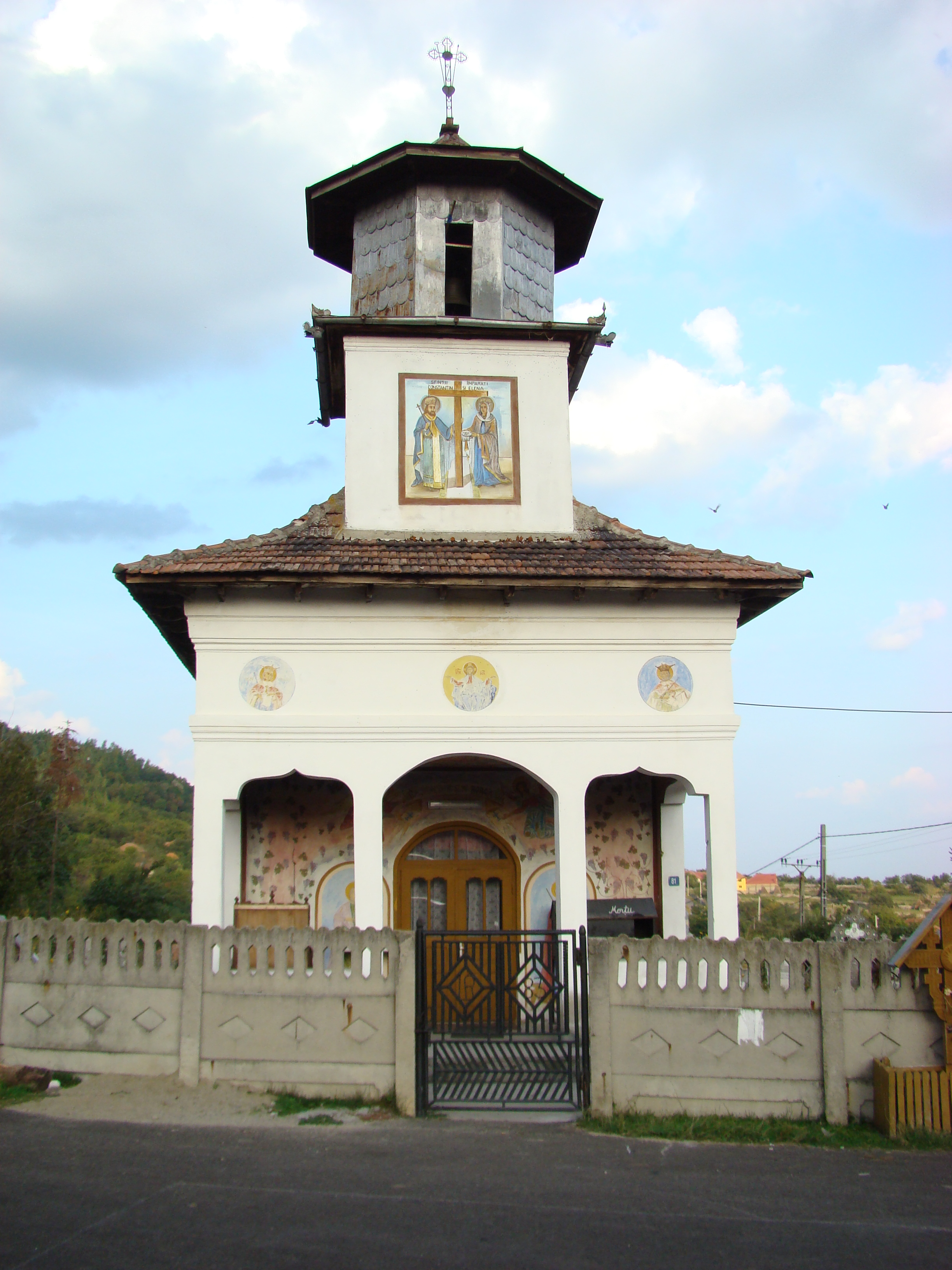
Biserica „Sfinţii Îngeri” din Stănceşti, comuna Muşeteşti, județul Gorj, foto: septembrie 2009.

Biserica de lemn din Stăncești, comuna Mușetești, județul Gorj, construită în sec.XIX, nu mai există. Avea hramul „Sfinții Îngeri”. Aflată într-o stare avansată de degradare, biserica a fost dezafectată, pe același loc construindu-se o biserică de zid care a păstrat hramul bisericii de lemn.

## Imagini din exterior

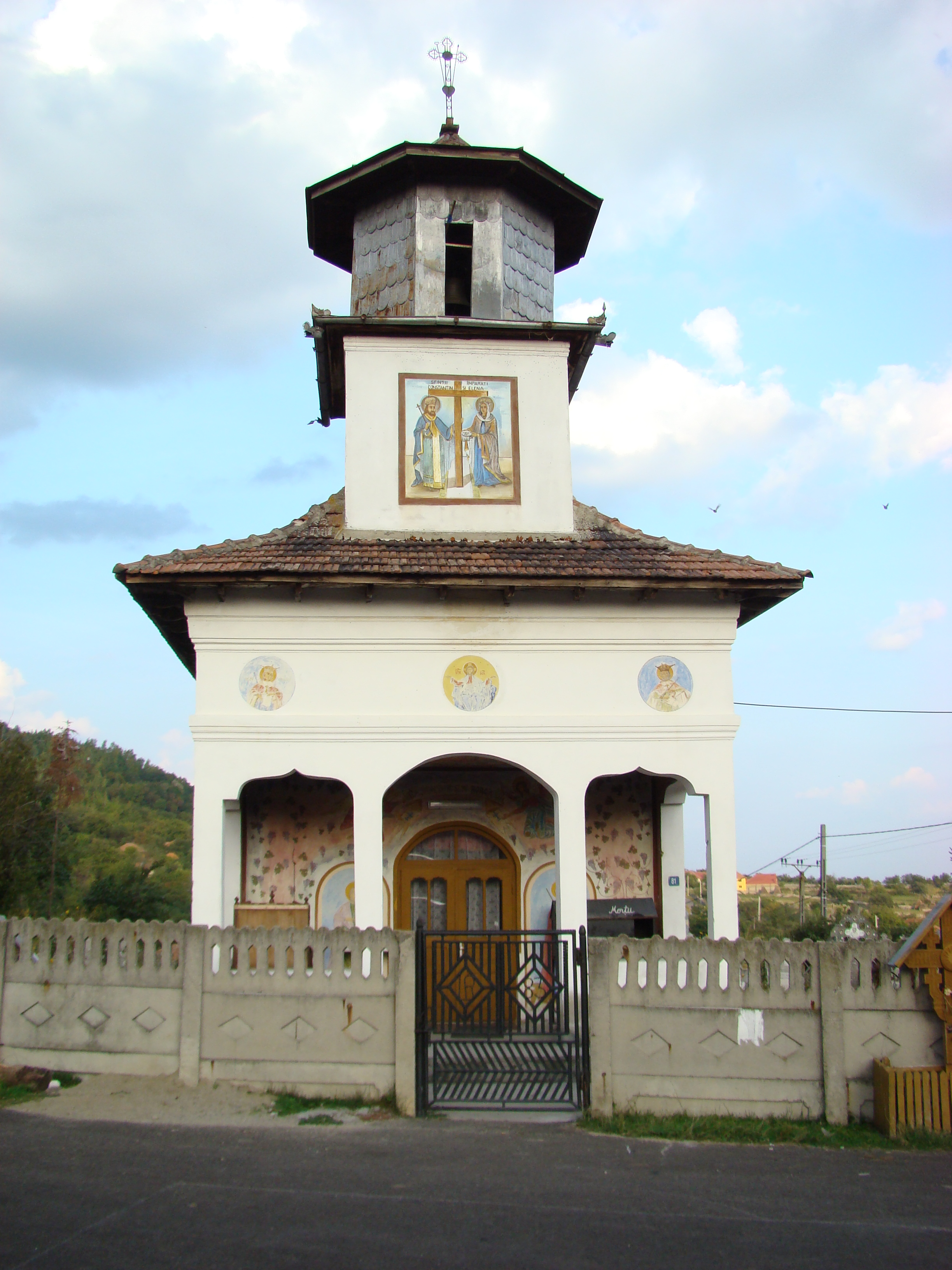
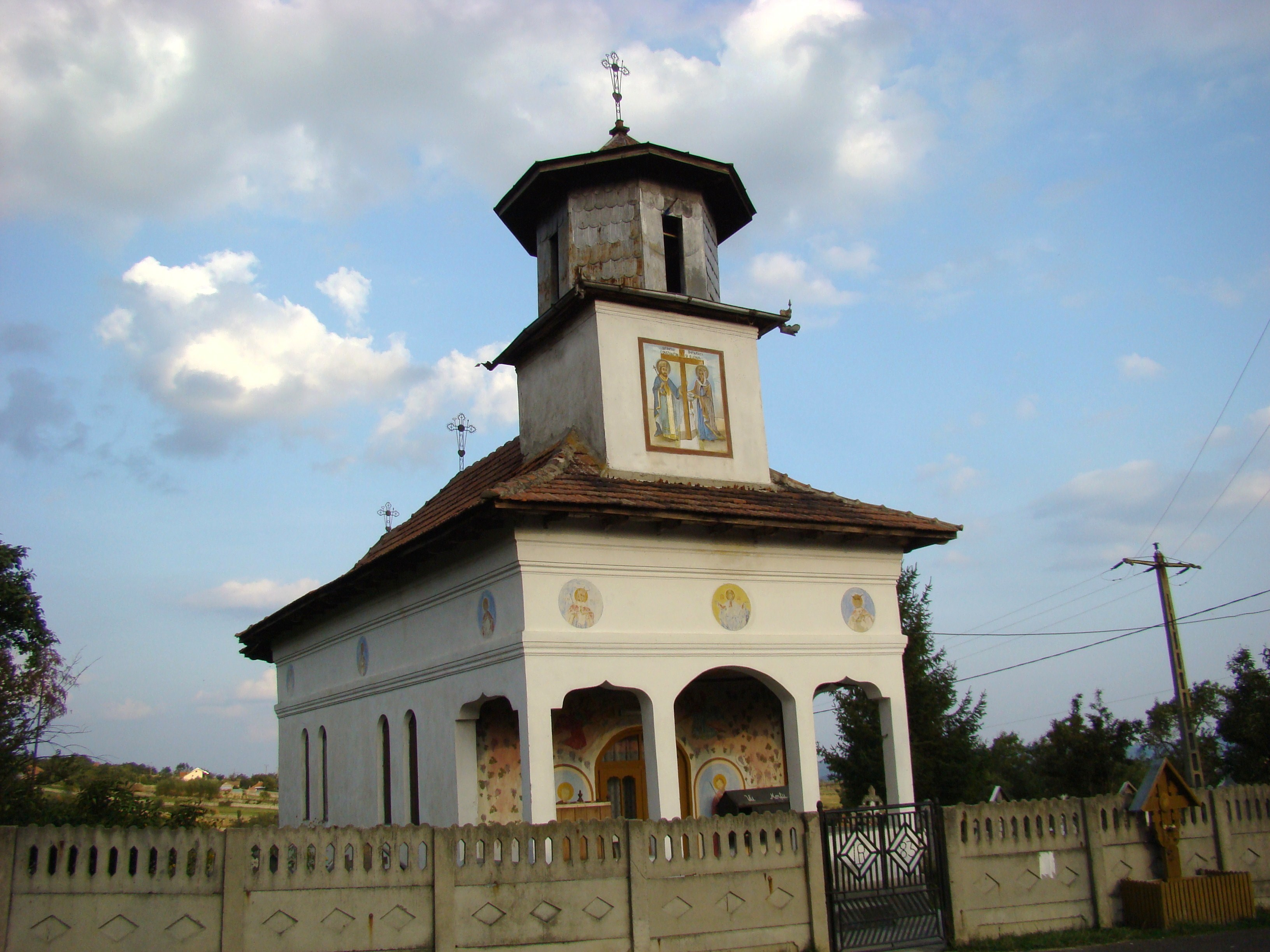
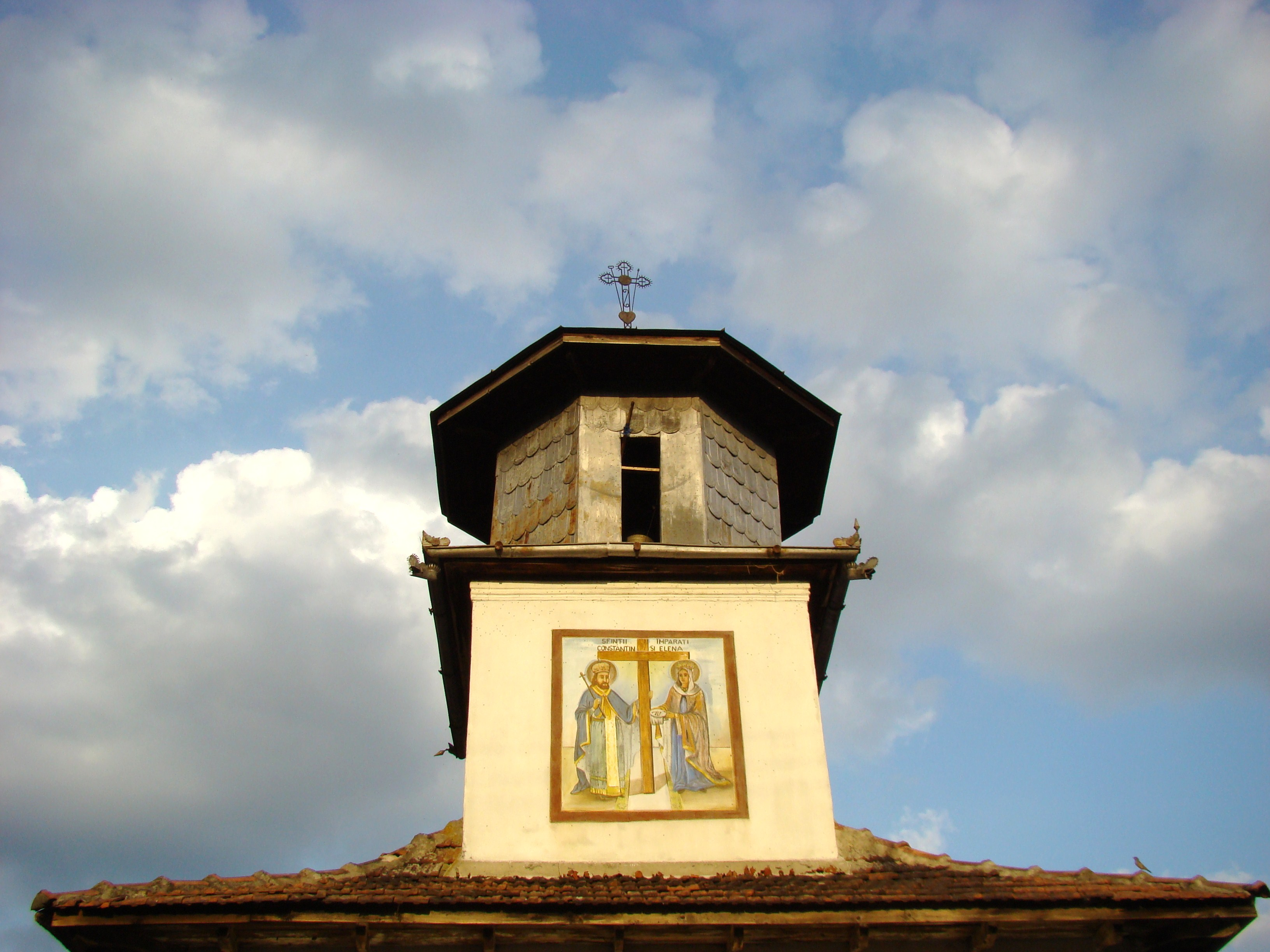